# Exochus perfectus
Exochus perfectus är en stekelart som beskrevs av Kusigemati 1983. Exochus perfectus ingår i släktet Exochus och familjen brokparasitsteklar. Inga underarter finns listade i Catalogue of Life.